# Leonid Kazancew
Leonid Borysowicz Kazancew, ros. Леонид Борисович Казанцев (ur. 9 lutego 1918 r. we Władykaukazie, zm. 27 stycznia 1974 r. we Francji) – wojskowy jugosłowiańskiej armii (podporucznik), żołnierz Dywizji "Brandenburg", a następnie dowódca plutonu 4 kompanii 3 batalionu 2 Pułku Rosyjskiego Korpusu Ochronnego podczas II wojny światowej, emigracyjny duchowny prawosławny

## Życiorys
Jego rodzina zamieszkała w Królestwie SHS. Od 1928 r. Leonid B. Kazancew uczył się w Krymskim Korpusie Kadetów, potem przeniesiono go do Dońskiego Imperatora Aleksandra III Korpusu Kadetów, a na końcu do I Rosyjskiego Wielkiego Księcia Konstantina Konstantinowicza Korpusu Kadetów, który ukończył w 1936 r. W 1940 r. ukończył Jugosłowiańską Królewską Akademię Wojskową jako podporucznik artylerii przeciwlotniczej. Uczestniczył w walkach z wojskami niemieckimi, które w kwietniu 1941 r. najechały Jugosławię, dostając się do niewoli. Wstąpił ochotniczo do Dywizji "Brandenburg" jako tłumacz. Służył w jej szeregach na froncie wschodnim. Niezadowolony ze swojej funkcji i stosunku Niemców do miejscowej ludności, przeniósł się do Rosyjskiego Korpusu Ochronnego, walczącego na Bałkanach. Objął w stopniu porucznika dowództwo plutonu 4 kompanii 3 batalionu 2 Pułku. W 1944 r. został odznaczony Żelaznym Krzyżem 2 klasy. Po zakończeniu wojny wyjechał w 1949 r. do Argentyny. Zajmował się budową domów. W kwietniu 1973 r. został wyświęcony na diakona chramu Pokrowskiego Przenajświętszej Bogurodzicy pod Buenos Aires.